# Киго (тауншип, Миннесота)
Киго (англ. Kego) — тауншип в округе Касс, Миннесота, США. На 2000 год его население составило 465 человек.

## География
По данным Бюро переписи населения США площадь тауншипа составляет 93,8 км², из которых 81,8 км² занимает суша, а 12,0 км² — вода (12,81 %).

## Демография
По данным переписи населения 2000 года здесь находились 465 человек, 200 домохозяйств и 138 семей.  Плотность населения —  5,7 чел./км².  На территории тауншипа расположено 628 построек со средней плотностью 7,7 построек на один квадратный километр. Расовый состав населения: 85,38 % белых, 13,12 % коренных американцев, 0,22 % азиатов и 1,29 % приходится на две или более других рас.
Из 200 домохозяйств в 26,0 % воспитывались дети до 18 лет, в 58,5 % проживали супружеские пары, в 6,0 % проживали незамужние женщины и в 31,0 % домохозяйств проживали несемейные люди. 25,5 % домохозяйств состояли из одного человека, при том 15,0 % из — одиноких пожилых людей старше 65 лет. Средний размер домохозяйства — 2,33, а семьи — 2,78 человека.
23,7 % населения — младше 18 лет, 4,3 % — в возрасте от 18 до 24 лет, 21,9 % — от 25 до 44, 28,6 % — от 45 до 64, и 21,5 % — старше 65 лет. Средний возраст — 45 лет. На каждые 100 женщин приходилось 97,0 мужчин.  На каждые 100 женщин старше 18 приходилось 97,2 мужчин.
Средний годовой доход домохозяйства составлял 30 750 долларов, а средний годовой доход семьи —  35 481 доллар. Средний доход мужчин —  25 972  доллара, в то время как у женщин — 20 417. Доход на душу населения составил 15 598 долларов. За чертой бедности находились 11,7 % семей и 16,2 % всего населения тауншипа, из которых 26,0 % младше 18 и 11,3 % старше 65 лет.